# Bildungsjargon
Unter Bildungsjargon wird im deutschen Sprachraum meist eine betont hochsprachliche und „gekünstelte“ Form der Umgangssprache verstanden. Verwendet wird der negativ konnotierte Begriff, um Dialektsprecher und Kleinbürger zu beschreiben, die sich um eine Zugehörigkeit zum Bildungsbürgertum bemühen. Zum Jargon gehören in falschem Wortlaut oder falschem Zusammenhang verwendete Zitate, sinnleere Floskeln, Halbwissen, Neologismen und anderes, womit sich der Sprecher von der „einfachen Schicht“ abheben will.
Miriam Riediger schreibt, der Begriff Bildungsjargon wolle ausdrücken, dass sich diese Art der Sprache eines bestimmten Bereiches, in diesem Falle desjenigen der Bildung, missbräuchlich bedient und dass diejenigen Personen auf diesen Jargon zurückgreifen, die dazu im eigentlichen Sinne nicht legitimiert sind. In jedem Fall wird der Bildungsjargon mit Ernsthaftigkeit verwendet, eventuelle Fehler oder unfreiwillige Komik in der Ausdrucksweise (z. B. Malapropismus) fallen dem Sprecher nicht auf. Bildungsjargon und echte Bildungssprache können nebeneinander, u. U. sogar im selben Satz, auftreten.

## Etymologie
Bildungsjargon leitet sich ab von jargon (frz. eigentlich ‚unverständliches Gemurmel‘, „Kauderwelsch“, altfrz. gargun = Gezwitscher) und bezeichnet im wörtlichen Sinn eine nicht standardisierte Sprachvarietät der Bildungssprache, diachron umgedeutet als bildungssprachlich anmutende (weniger geprägte) Umgangssprache kleinbürgerlicher („niederer“) sozialer Schichten.

## Begriffsprägung und Verwendung auf der Bühne
Aufgegriffen wird diese Sprachform u. a. im Volksstück des 20. Jahrhunderts, das sich kritisch, aber auch satirisch mit dem Kleinbürgertum auseinandersetzt, obwohl sie es nicht hauptsächlich prägt. Ödön von Horváth, der als Erneuerer des Volksstücks gilt, beschäftigt sich in seinen dramatischen Arbeiten mit der sozialen Entfremdung bzw. Kommunikations- und Sprachlosigkeit der Bürger mittels einer künstlichen und kommunikationslosen „Dialogsprache“. Horváth fordert, dass „kein Wort Dialekt gesprochen [wird]. Jedes Wort muß Hochdeutsch gesprochen werden, allerdings so, wie jemand, der Dialekt spricht und sich nun zwingt, hochdeutsch zu reden.“ In Geschichten aus dem Wiener Wald („Bildens Ihnen nur nichts ein!“ – „Aber eine solche Benehmität!“) versuchen die Akteure, mit Zitaten, sinnleeren Phrasen, angelesenem Halbwissen, u. a. Bildung von Neologismen und der oft falschen Verwendung von Bildungssprache, z. B. „Gourmand“ (= Vielfraß) statt „Gourmet“, mehr zu scheinen als zu sein. Die Ursache sei die „Zersetzung der eigentlichen Dialekte“ durch die Bildung des Kleinbürgertums im pathetischen oder scheingebildeten Reden. Verwendet werde Bildungsjargon von aufsteigenden Proletariern ebenso wie von sozialen Absteigern. Dies fordert aber zur Kritik heraus – und so entsteht der Dialog des neuen Volksstücks, und damit der Mensch und damit erst die dramatische Handlung – eine Synthese aus Ernst und Ironie. Dieter Hildebrandt spricht in enger Anlehnung an Botho Strauß von einem Jargon der Uneigentlichkeit (Akzente, 1972, S. 111; rororo-Monographien S. 80); diese Formulierung bezieht sich als Abwandlung unverkennbar auf Theodor W. Adornos sprachkritische Schrift Jargon der Eigentlichkeit.
Durch Autoren der 68er-Bewegung wie etwa Fitzgerald Kusz wurde der Fokus stärker auf die gesellschaftlichen Verhältnisse gelegt, die sich in der Sprache ihrer Figuren spiegelt. Die Grenzen zwischen Dialekt und Soziolekt wurden fließend. In dem Stück Schweig, Bub! bildet der gezielte Einsatz von Dialekt den Kontrast zu weltmännischen „Politisierereien“ und Gesprächen über Dichter und Denker, woran die Protagonisten letztlich doch scheitern. Kusz selbst verwendet den Dialekt dabei „nicht lokalspezifisch, sondern … schichtenspezifisch.“ Es gehe ihm dabei um das Kleinbürgertum fränkischer Provenienz, aber das gebe es woanders auch, es sei austauschbar.